# Wereldbeker biatlon 2013/2014
De IBU wereldbeker biatlon 2013/2014 (officieel: E.ON IBU World Cup Biathlon 2013/2014) ging van start op 24 november 2013 in het Zweedse Östersund en eindigde op 23 maart 2014 in de Noorse hoofdstad Oslo. Het hoogtepunt van het seizoen waren de Olympische Winterspelen in Sotsji, Rusland. Deze wedstrijden telden niet mee voor het wereldbekerklassement, dit in tegenstelling tot eerdere Olympische Winterspelen.
De biatleet die aan het einde van het seizoen de meeste punten had verzameld is de eindwinnaar van de algemene wereldbeker. Ook per onderdeel werd een apart wereldbekerklassement opgemaakt. De algemene wereldbeker werd gewonnen door de Fransman Martin Fourcade en de Finse Kaisa Mäkäräinen.

## Deelnemers
Aan het deelnemersveld was dit seizoen niet veranderd ten opzichte van de afgelopen jaren, toen het startveld werd ingekrompen. Enerzijds werd het aantal deelnemers per land beperkt, anderzijds werden de eisen aan de biatleten verscherpt. De IBU wil hiermee het algehele niveau van de wereldbeker verhogen, beter waarborgen dat tijdens een wedstrijd de biatleten dezelfde omstandigheden hebben en dat de gehele wedstrijd rechtstreeks op televisie uitgezonden kan worden. 
Het aantal deelnemers per land hangt af van de resultaten van de vorige wereldbekers. De beste vijf landen uit het landenklassement mogen maximaal zes sporters inschrijven voor de individuele nummers, de volgende vijf landen vijf sporters enzovoorts. Daarnaast mogen drie wildcards worden vergeven, waardoor het maximaal aantal biatleten dat aan de start verschijnt, is beperkt tot 108.
Het aantal startplaatsen per land is als volgt:
Mannen
- 6 startplaatsen:  Rusland,  Noorwegen,  Frankrijk,  Duitsland,  Oostenrijk
- 5 startplaatsen:  Tsjechië,  Zweden,  Italië,  Oekraïne,  Verenigde Staten
- 4 startplaatsen:  Slovenië,  Slowakije,  Zwitserland,  Bulgarije,  Wit-Rusland
- 3 startplaatsen:  Canada,  Estland,  Finland,  Letland,  Kazachstan
- 2 startplaatsen:  Japan,  Polen,  Litouwen,  Verenigd Koninkrijk,  Roemenië
- 1 startplaatsen:  Servië,  China,  Australië,  Hongarije,  Nederland
- 0 startplaatsen:  Zuid-Korea,  Kroatië,  Macedonië,  Spanje,  België,  Turkije,  Bosnië en Herzegovina,  Moldavië,  Griekenland,  Groenland

Vrouwen
- 6 startplaatsen:  Noorwegen,  Duitsland,  Rusland,  Oekraïne,  Frankrijk
- 5 startplaatsen:  Wit-Rusland,  Polen,  Italië,  Tsjechië,  Slowakije
- 4 startplaatsen:  Zweden,  Verenigde Staten,  Finland,  Canada,  Kazachstan
- 3 startplaatsen:  Roemenië,  Estland,  Zwitserland,  Bulgarije,  Slovenië
- 2 startplaatsen:  Oostenrijk,  Japan,  China,  Litouwen,  Zuid-Korea
- 1 startplaatsen:  Andorra,  Letland,  Spanje,  Verenigd Koninkrijk,  Hongarije
- 0 startplaatsen:  Nieuw-Zeeland,  Brazilië,  Nederland,  Griekenland,  Australië,  Moldavië,  Turkije,  Bosnië en Herzegovina

Landen met nul startplaatsen kunnen via een wildcard meedoen aan de wereldbeker.
Er worden ook eisen aan de deelnemers gesteld. Zo mogen alleen biatleten meedoen die bij bepaalde wedstrijden in een bepaalde periode ten minste een keer op een achterstand van maximaal 15% ten opzichte van het gemiddelde van de top 3 zijn geëindigd. Alle deelnemers aan de estafette moeten ook voldoen aan het individuele criteria.
Voor elke wedstrijdlocatie mogen landen twee extra biatleten aanmelden. Uit deze groep moeten de deelnemers op de individuele wedstrijden worden geselecteerd.

## Mannen

### Kalender
| Datum                                                                                             | Plaats                  | Onderdeel             | Eerste                                                                                  | Tweede                                                                       | Derde                                                                         |
| ------------------------------------------------------------------------------------------------- | ----------------------- | --------------------- | --------------------------------------------------------------------------------------- | ---------------------------------------------------------------------------- | ----------------------------------------------------------------------------- |
| 28/11/2013                                                                                        | Östersund               | 20 km individueel     | Martin Fourcade                                                                         | Simon Eder                                                                   | Daniel Mesotitsch                                                             |
| 30/11/2013                                                                                        | Östersund               | 10 km sprint          | Martin Fourcade                                                                         | Fredrik Lindström                                                            | Tim Burke                                                                     |
| 01/12/2013                                                                                        | Östersund               | 12,5 km achtervolging | Afgelast                                                                                | Afgelast                                                                     | Afgelast                                                                      |
| 06/12/2013                                                                                        | Hochfilzen              | 10 km sprint          | Lars Berger                                                                             | Martin Fourcade                                                              | Ole Einar Bjørndalen                                                          |
| 07/12/2013                                                                                        | Hochfilzen              | 4 x 7,5 km estafette  | Noorwegen Vetle Sjåstad Christiansen Ole Einar Bjørndalen Tarjei Bø Emil Hegle Svendsen | Zweden Christoffer Eriksson Björn Ferry Fredrik Lindström Carl Johan Bergman | Rusland Aleksej Volkov Jevgeni Oestjoegov Anton Sjipoelin Dmitri Malysjko     |
| 08/12/2013                                                                                        | Hochfilzen              | 12,5 km achtervolging | Martin Fourcade                                                                         | Emil Hegle Svendsen                                                          | Tarjei Bø                                                                     |
| 13/12/2013                                                                                        | Annecy-Le Grand-Bornand | 4 x 7,5 km estafette  | Rusland Ivan Tsjerezov Aleksandr Loginov Jevgeni Garanitsjev Anton Sjipoelin            | Duitsland Erik Lesser Andreas Birnbacher Arnd Peiffer Simon Schempp          | Oostenrijk Christoph Sumann Daniel Mesotitsch Dominik Landertinger Simon Eder |
| 14/12/2013                                                                                        | Annecy-Le Grand-Bornand | 10 km sprint          | Johannes Thingnes Bø                                                                    | Ondřej Moravec                                                               | Martin Fourcade                                                               |
| 15/12/2013                                                                                        | Annecy-Le Grand-Bornand | 12,5 km achtervolging | Johannes Thingnes Bø                                                                    | Erik Lesser                                                                  | Anton Sjipoelin                                                               |
| 03/01/2014                                                                                        | Oberhof                 | 10 km sprint          | Emil Hegle Svendsen                                                                     | Ole Einar Bjørndalen                                                         | Martin Fourcade                                                               |
| 04/01/2014                                                                                        | Oberhof                 | 12,5 km achtervolging | Emil Hegle Svendsen                                                                     | Ole Einar Bjørndalen                                                         | Martin Fourcade                                                               |
| 05/01/2014                                                                                        | Oberhof                 | 15 km massastart      | Martin Fourcade                                                                         | Aleksej Volkov                                                               | Tarjei Bø                                                                     |
| 09/01/2014                                                                                        | Ruhpolding              | 4 x 7,5 km estafette  | Oostenrijk Christoph Sumann Daniel Mesotitsch Simon Eder Dominik Landertinger           | Duitsland Christoph Stephan Andreas Birnbacher Erik Lesser Simon Schempp     | Rusland Aleksej Volkov Jevgeni Oestjoegov Dmitri Malysjko Anton Sjipoelin     |
| 11/01/2014                                                                                        | Ruhpolding              | 20 km individueel     | Emil Hegle Svendsen                                                                     | Aleksej Volkov                                                               | Jevgeni Oestjoegov                                                            |
| 12/01/2014                                                                                        | Ruhpolding              | 12,5 km achtervolging | Emil Hegle Svendsen                                                                     | Jakov Fak                                                                    | Jevgeni Garanitsjev                                                           |
| 17/01/2014                                                                                        | Antholz                 | 10 km sprint          | Simon Schempp Lukas Hofer                                                               |                                                                              | Arnd Peiffer                                                                  |
| 18/01/2014                                                                                        | Antholz                 | 12,5 km achtervolging | Simon Schempp                                                                           | Jean-Guillaume Béatrix                                                       | Henrik L'Abée-Lund                                                            |
| 19/01/2014                                                                                        | Antholz                 | 4 x 7,5 km estafette  | Frankrijk Simon Fourcade Alexis Bœuf Jean-Guillaume Béatrix Martin Fourcade             | Zweden Tobias Arwidson Björn Ferry Fredrik Lindström Carl Johan Bergman      | Duitsland Erik Lesser Andreas Birnbacher Arnd Peiffer Simon Schempp           |
| 7 tot en met 23 februari: Olympische Winterspelen 2014 in Sotsji (telt niet mee voor wereldbeker) |                         |                       |                                                                                         |                                                                              |                                                                               |
| 06/03/2014                                                                                        | Pokljuka                | 10 km sprint          | Björn Ferry                                                                             | Anton Sjipoelin                                                              | Arnd Peiffer                                                                  |
| 08/03/2014                                                                                        | Pokljuka                | 12,5 km achtervolging | Anton Sjipoelin                                                                         | Björn Ferry                                                                  | Ole Einar Bjørndalen                                                          |
| 09/03/2014                                                                                        | Pokljuka                | 15 km massastart      | Björn Ferry                                                                             | Martin Fourcade                                                              | Jevgeni Oestjoegov                                                            |
| 13/03/2014                                                                                        | Kontiolahti             | 10 km sprint          | Johannes Thingnes Bø                                                                    | Martin Fourcade                                                              | Arnd Peiffer                                                                  |
| 15/03/2014                                                                                        | Kontiolahti             | 10 km sprint          | Johannes Thingnes Bø                                                                    | Aleksandr Loginov                                                            | Lowell Bailey                                                                 |
| 16/03/2014                                                                                        | Kontiolahti             | 12,5 km achtervolging | Johannes Thingnes Bø                                                                    | Martin Fourcade                                                              | Björn Ferry                                                                   |
| 20/03/2014                                                                                        | Oslo                    | 10 km sprint          | Jakov Fak                                                                               | Jevgeni Garanitsjev                                                          | Björn Ferry                                                                   |
| 22/03/2014                                                                                        | Oslo                    | 12,5 km achtervolging | Simon Eder                                                                              | Aleksandr Loginov                                                            | Björn Ferry                                                                   |
| 23/03/2014                                                                                        | Oslo                    | 15 km massastart      | Martin Fourcade                                                                         | Dominik Landertinger                                                         | Jakov Fak                                                                     |

### Eindstanden
| Algemene wereldbeker |                        |      |        |
| #                    | Naam                   | Land | Punten |
| 1                    | Martin Fourcade        | FRA  | 928    |
| 2                    | Emil Hegle Svendsen    | NOR  | 636    |
| 3                    | Johannes Thingnes Bø   | NOR  | 631    |
| 4                    | Dominik Landertinger   | AUT  | 611    |
| 5                    | Simon Eder             | AUT  | 578    |
| 6                    | Ole Einar Bjørndalen   | NOR  | 556    |
| 7                    | Arnd Peiffer           | GER  | 547    |
| 8                    | Anton Sjipoelin        | RUS  | 544    |
| 9                    | Björn Ferry            | SWE  | 542    |
| 10                   | Simon Schempp          | GER  | 521    |
| 11                   | Dmitri Malysjko        | RUS  | 508    |
| 12                   | Jakov Fak              | SLO  | 492    |
| 13                   | Jean-Guillaume Béatrix | FRA  | 478    |
| 14                   | Lukas Hofer            | ITA  | 465    |
| 15                   | Ondřej Moravec         | CZE  | 465    |
| 16                   | Andrejs Rastorgujevs   | LAT  | 445    |
| 17                   | Fredrik Lindström      | SWE  | 438    |
| 18                   | Jevgeni Oestjoegov     | RUS  | 434    |
| 19                   | Lowell Bailey          | USA  | 434    |
| 20                   | Aleksandr Loginov      | RUS  | 422    |

| Landenklassement |            |        |
| #                | Land       | Punten |
| 1                | Noorwegen  | 5937   |
| 2                | Rusland    | 5897   |
| 3                | Duitsland  | 5806   |
| 4                | Oostenrijk | 5721   |
| 5                | Frankrijk  | 5678   |
| 6                | Zweden     | 5405   |
| 7                | Tsjechië   | 4893   |
| 8                | Oekraïne   | 4509   |

| Estafettes |             |        |
| #          | Land        | Punten |
| 1          | Duitsland   | 194    |
| 2          | Zweden      | 194    |
| 3          | Oostenrijk  | 191    |
| 4          | Rusland     | 190    |
| 5          | Noorwegen   | 175    |
| 6          | Frankrijk   | 169    |
| 7          | Tsjechië    | 137    |
| 8          | Zwitserland | 130    |

| Wereldbeker 20 km individueel |                      |      |        |
| #                             | Naam                 | Land | Punten |
| 1                             | Emil Hegle Svendsen  | NOR  | 83     |
| 2                             | Simon Eder           | AUT  | 79     |
| 3                             | Jevgeni Oestjoegov   | RUS  | 76     |
| 4                             | Aleksej Volkov       | RUS  | 75     |
| 5                             | Christian De Lorenzi | ITA  | 65     |
| 5                             | Simon Fourcade       | FRA  | 65     |
| 7                             | Martin Fourcade      | FRA  | 60     |
| 8                             | Daniel Böhm          | GER  | 59     |
| 9                             | Dominik Landertinger | AUT  | 57     |
| 10                            | Serhij Semenov       | UKR  | 57     |

| Wereldbeker 10 km sprint |                      |      |        |
| #                        | Naam                 | Land | Punten |
| 1                        | Martin Fourcade      | FRA  | 400    |
| 2                        | Arnd Peiffer         | GER  | 285    |
| 3                        | Johannes Thingnes Bø | NOR  | 277    |
| 4                        | Ole Einar Bjørndalen | NOR  | 260    |
| 5                        | Dominik Landertinger | AUT  | 250    |
| 6                        | Emil Hegle Svendsen  | NOR  | 237    |
| 7                        | Anton Sjipoelin      | RUS  | 232    |
| 8                        | Lukas Hofer          | ITA  | 227    |
| 9                        | Simon Eder           | AUT  | 224    |
| 10                       | Dmitri Malysjko      | RUS  | 220    |

| Wereldbeker 12,5 km achtervolging |                      |      |        |
| #                                 | Naam                 | Land | Punten |
| 1                                 | Martin Fourcade      | FRA  | 294    |
| 2                                 | Simon Eder           | AUT  | 235    |
| 3                                 | Anton Sjipoelin      | RUS  | 234    |
| 4                                 | Björn Ferry          | SWE  | 233    |
| 5                                 | Johannes Thingnes Bø | NOR  | 224    |
| 6                                 | Simon Schempp        | GER  | 218    |
| 7                                 | Emil Hegle Svendsen  | NOR  | 216    |
| 8                                 | Dominik Landertinger | AUT  | 205    |
| 9                                 | Ole Einar Bjørndalen | NOR  | 194    |
| 10                                | Jakov Fak            | SLO  | 191    |

| Wereldbeker 15 km massastart |                        |      |        |
| #                            | Naam                   | Land | Punten |
| 1                            | Martin Fourcade        | FRA  | 174    |
| 2                            | Dominik Landertinger   | AUT  | 109    |
| 3                            | Emil Hegle Svendsen    | NOR  | 100    |
| 4                            | Tim Burke              | USA  | 100    |
| 5                            | Simon Desthieux        | FRA  | 99     |
| 6                            | Jean-Guillaume Béatrix | FRA  | 93     |
| 7                            | Andrejs Rastorgujevs   | LAT  | 93     |
| 8                            | Ole Einar Bjørndalen   | NOR  | 92     |
| 9                            | Ondřej Moravec         | CZE  | 85     |
| 10                           | Johannes Thingnes Bø   | NOR  | 82     |

## Vrouwen

### Kalender
| Datum                                                                                             | Plaats                  | Onderdeel           | Eerste                                                                                 | Tweede                                                                       | Derde                                                                     |
| ------------------------------------------------------------------------------------------------- | ----------------------- | ------------------- | -------------------------------------------------------------------------------------- | ---------------------------------------------------------------------------- | ------------------------------------------------------------------------- |
| 27/11/2013                                                                                        | Östersund               | 15 km individueel   | Gabriela Soukalová                                                                     | Anastasiya Kuzmina                                                           | Marie-Laure Brunet                                                        |
| 29/11/2013                                                                                        | Östersund               | 7,5 km sprint       | Ann Kristin Flatland                                                                   | Olga Zajtseva                                                                | Tora Berger                                                               |
| 01/12/2013                                                                                        | Östersund               | 10 km achtervolging | Afgebroken                                                                             | Afgebroken                                                                   | Afgebroken                                                                |
| 06/12/2013                                                                                        | Hochfilzen              | 7,5 km sprint       | Selina Gasparin                                                                        | Veronika Vítková                                                             | Irina Starych                                                             |
| 07/12/2013                                                                                        | Hochfilzen              | 4 x 6 km estafette  | Oekraïne Joelia Dzjyma Vita Semerenko Valj Semerenko Olena Pidhroesjna                 | Duitsland Franziska Preuß Andrea Henkel Franziska Hildebrand Laura Dahlmeier | Frankrijk Marie-Laure Brunet Sophie Boilley Anaïs Chevalier Anaïs Bescond |
| 08/12/2013                                                                                        | Hochfilzen              | 10 km achtervolging | Synnøve Solemdal                                                                       | Joelia Dzjyma                                                                | Krystyna Pałka                                                            |
| 12/12/2013                                                                                        | Annecy-Le Grand-Bornand | 4 x 6 km estafette  | Duitsland Franziska Preuß Andrea Henkel Franziska Hildebrand Laura Dahlmeier           | Oekraïne Joelia Dzjyma Vita Semerenko Valj Semerenko Olena Pidhroesjna       | Noorwegen Tiril Eckhoff Fanny Horn Synnøve Solemdal Tora Berger           |
| 14/12/2013                                                                                        | Annecy-Le Grand-Bornand | 7,5 km sprint       | Selina Gasparin                                                                        | Kaisa Mäkäräinen                                                             | Valj Semerenko                                                            |
| 15/12/2013                                                                                        | Annecy-Le Grand-Bornand | 10 km achtervolging | Valj Semerenko                                                                         | Irina Starych                                                                | Tiril Eckhoff                                                             |
| 03/01/2014                                                                                        | Oberhof                 | 7,5 km sprint       | Darja Domratsjeva                                                                      | Kaisa Mäkäräinen                                                             | Olena Pidhroesjna                                                         |
| 04/01/2014                                                                                        | Oberhof                 | 10 km achtervolging | Darja Domratsjeva                                                                      | Kaisa Mäkäräinen                                                             | Synnøve Solemdal                                                          |
| 05/01/2014                                                                                        | Oberhof                 | 12,5 km massastart  | Tora Berger                                                                            | Synnøve Solemdal                                                             | Darja Domratsjeva                                                         |
| 08/01/2014                                                                                        | Ruhpolding              | 4 x 6 km estafette  | Duitsland Franziska Preuß Evi Sachenbacher-Stehle Laura Dahlmeier Franziska Hildebrand | Noorwegen Tiril Eckhoff Ann Kristin Flatland Synnøve Solemdal Tora Berger    | Oekraïne Joelia Dzjyma Vita Semerenko Valj Semerenko Natalya Burdyga      |
| 10/01/2014                                                                                        | Ruhpolding              | 15 km individueel   | Gabriela Soukalová                                                                     | Darja Domratsjeva                                                            | Veronika Vítková                                                          |
| 12/01/2014                                                                                        | Ruhpolding              | 10 km achtervolging | Gabriela Soukalová                                                                     | Tora Berger                                                                  | Kaisa Mäkäräinen                                                          |
| 16/01/2014                                                                                        | Antholz                 | 7,5 km sprint       | Anaïs Bescond                                                                          | Andrea Henkel                                                                | Darja Domratsjeva                                                         |
| 18/01/2014                                                                                        | Antholz                 | 10 km achtervolging | Andrea Henkel                                                                          | Nadezjda Skardino                                                            | Tora Berger                                                               |
| 19/01/2014                                                                                        | Antholz                 | 4 x 6 km estafette  | Afgebroken vanwege te dichte mist                                                      | Afgebroken vanwege te dichte mist                                            | Afgebroken vanwege te dichte mist                                         |
| 7 tot en met 23 februari: Olympische Winterspelen 2014 in Sotsji (telt niet mee voor wereldbeker) |                         |                     |                                                                                        |                                                                              |                                                                           |
| 06/03/2014                                                                                        | Pokljuka                | 7,5 km sprint       | Katharina Innerhofer                                                                   | Darja Virolajnen                                                             | Nadezjda Skardino                                                         |
| 08/03/2014                                                                                        | Pokljuka                | 10 km achtervolging | Kaisa Mäkäräinen                                                                       | Tora Berger                                                                  | Dorothea Wierer                                                           |
| 09/03/2014                                                                                        | Pokljuka                | 12,5 km massastart  | Darja Domratsjeva                                                                      | Kaisa Mäkäräinen                                                             | Olga Zajtseva                                                             |
| 15/03/2014                                                                                        | Kontiolahti             | 7,5 km sprint       | Kaisa Mäkäräinen                                                                       | Olga Zajtseva                                                                | Mari Laukkanen                                                            |
| 15/03/2014                                                                                        | Kontiolahti             | 7,5 km sprint       | Kaisa Mäkäräinen                                                                       | Tora Berger                                                                  | Gabriela Soukalová                                                        |
| 16/03/2014                                                                                        | Kontiolahti             | 10 km achtervolging | Kaisa Mäkäräinen                                                                       | Darja Domratsjeva                                                            | Olga Zajtseva                                                             |
| 20/03/2014                                                                                        | Oslo                    | 7,5 km sprint       | Darja Domratsjeva                                                                      | Tora Berger                                                                  | Susan Dunklee                                                             |
| 22/03/2014                                                                                        | Oslo                    | 10 km achtervolging | Anastasiya Kuzmina                                                                     | Tora Berger                                                                  | Olga Viloechina                                                           |
| 23/03/2014                                                                                        | Oslo                    | 12,5 km massastart  | Anastasiya Kuzmina                                                                     | Teja Gregorin                                                                | Marie Dorin Habert                                                        |

### Eindstanden
| Algemene wereldbeker |                      |      |        |
| #                    | Naam                 | Land | Punten |
| 1                    | Kaisa Mäkäräinen     | FIN  | 860    |
| 2                    | Tora Berger          | NOR  | 856    |
| 3                    | Darja Domratsjeva    | BLR  | 793    |
| 4                    | Gabriela Soukalová   | CZE  | 613    |
| 5                    | Olga Viloechina      | RUS  | 612    |
| 6                    | Anastasiya Kuzmina   | SVK  | 606    |
| 7                    | Tiril Eckhoff        | NOR  | 566    |
| 8                    | Valj Semerenko       | UKR  | 553    |
| 9                    | Veronika Vitková     | CZE  | 551    |
| 10                   | Andrea Henkel        | GER  | 541    |
| 11                   | Selina Gasparin      | SUI  | 495    |
| 12                   | Olga Zajtseva        | RUS  | 455    |
| 13                   | Teja Gregorin        | SLO  | 437    |
| 14                   | Franziska Hildebrand | GER  | 411    |
| 15                   | Laura Dahlmeier      | GER  | 408    |
| 16                   | Dorothea Wierer      | ITA  | 399    |
| 17                   | Nadezjda Skardino    | BLR  | 397    |
| 18                   | Joelia Dzjyma        | UKR  | 379    |
| 19                   | Franziska Preuß      | GER  | 377    |
| 20                   | Ann Kristin Flatland | NOR  | 361    |

| Landenklassement |             |        |
| #                | Land        | Punten |
| 1                | Noorwegen   | 5604   |
| 2                | Rusland     | 5453   |
| 3                | Duitsland   | 5422   |
| 4                | Oekraïne    | 5337   |
| 5                | Frankrijk   | 4938   |
| 6                | Wit-Rusland | 4720   |
| 7                | Tsjechië    | 4674   |
| 8                | Polen       | 4410   |

| Estafettes |             |        |
| #          | Land        | Punten |
| 1          | Duitsland   | 168    |
| 2          | Oekraïne    | 157    |
| 3          | Rusland     | 141    |
| 4          | Noorwegen   | 136    |
| 5          | Frankrijk   | 128    |
| 6          | Wit-Rusland | 103    |
| 7          | Canada      | 102    |
| 8          | Italië      | 102    |

| Wereldbeker 15 km individueel |                      |      |        |
| #                             | Naam                 | Land | Punten |
| 1                             | Gabriela Soukalová   | CZE  | 120    |
| 2                             | Darja Domratsjeva    | BLR  | 92     |
| 3                             | Anastasiya Kuzmina   | SVK  | 84     |
| 4                             | Nadezjda Skardino    | BLR  | 72     |
| 5                             | Franziska Hildebrand | GER  | 71     |
| 6                             | Marie-Laure Brunet   | FRA  | 68     |
| 7                             | Dorothea Wierer      | ITA  | 60     |
| 8                             | Valj Semerenko       | UKR  | 59     |
| 9                             | Tora Berger          | NOR  | 58     |
| 10                            | Tiril Eckhoff        | NOR  | 56     |

| Wereldbeker 7,5 km sprint |                    |      |        |
| #                         | Naam               | Land | Punten |
| 1                         | Kaisa Mäkäräinen   | FIN  | 367    |
| 2                         | Tora Berger        | NOR  | 361    |
| 3                         | Darja Domratsjeva  | BLR  | 254    |
| 4                         | Olga Viloechina    | RUS  | 246    |
| 5                         | Gabriela Soukalová | CZE  | 238    |
| 6                         | Selina Gasparin    | SUI  | 233    |
| 7                         | Veronika Vitková   | CZE  | 211    |
| 8                         | Olga Zajtseva      | RUS  | 202    |
| 9                         | Tiril Eckhoff      | NOR  | 187    |
| 10                        | Valj Semerenko     | UKR  | 186    |

| Wereldbeker 10 km achtervolging |                    |      |        |
| #                               | Naam               | Land | Punten |
| 1                               | Kaisa Mäkäräinen   | FIN  | 350    |
| 2                               | Tora Berger        | NOR  | 319    |
| 3                               | Darja Domratsjeva  | BLR  | 296    |
| 4                               | Olga Viloechina    | RUS  | 241    |
| 5                               | Tiril Eckhoff      | NOR  | 236    |
| 6                               | Valj Semerenko     | UKR  | 233    |
| 7                               | Veronika Vitková   | CZE  | 216    |
| 8                               | Andrea Henkel      | GER  | 207    |
| 9                               | Anastasiya Kuzmina | SVK  | 204    |
| 10                              | Gabriela Soukalová | CZE  | 203    |

| Wereldbeker 12,5 km massastart |                    |      |        |
| #                              | Naam               | Land | Punten |
| 1                              | Darja Domratsjeva  | BLR  | 151    |
| 2                              | Anastasiya Kuzmina | SVK  | 139    |
| 3                              | Kaisa Mäkäräinen   | FIN  | 130    |
| 4                              | Tora Berger        | NOR  | 121    |
| 5                              | Olga Viloechina    | RUS  | 102    |
| 6                              | Andrea Henkel      | GER  | 100    |
| 7                              | Olga Zajtseva      | RUS  | 88     |
| 8                              | Tiril Eckhoff      | NOR  | 87     |
| 9                              | Joelia Dzjyma      | UKR  | 83     |
| 10                             | Selina Gasparin    | SUI  | 79     |

## Gemengd

### Kalender
| Datum                                                                                             | Plaats    | Onderdeel                                | Eerste                                                                   | Tweede                                                                      | Derde                                                                      |
| ------------------------------------------------------------------------------------------------- | --------- | ---------------------------------------- | ------------------------------------------------------------------------ | --------------------------------------------------------------------------- | -------------------------------------------------------------------------- |
| 24/11/2013                                                                                        | Östersund | 2 x 6 km + 2 x 7,5 km gemengde estafette | Tsjechië Veronika Vítková Gabriela Soukalová Zdeněk Vítek Ondřej Moravec | Noorwegen Tora Berger Synnøve Solemdal Vetle Sjåstad Christiansen Tarjei Bø | Oekraïne Olena Pidhroesjna Valj Semerenko Sergij Semenov Andrij Deryzemlja |
| 7 tot en met 23 februari: Olympische Winterspelen 2014 in Sotsji (telt niet mee voor wereldbeker) |           |                                          |                                                                          |                                                                             |                                                                            |